# Supernova (revija za spekulativno fikcijo)
Supernova je slovenska revija za spekulativno fikcijo (znanstveno fantastiko, fantazijo in nadnaravni horor). Izhaja od leta 2016 pod okriljem Celjskega literarnega društva, dvakrat letno. Njen ustanovitelj in glavni urednik je Bojan Ekselenski.